# パコルス2世
パコルス2世（Pacorus II、? - 105年、在位：西暦78年 - 105年）は、アルサケス朝パルティアの王。治世中度々コインの発行が途切れていることから王位が不安定であったと考えられる。

## 来歴
ヴォノネス2世の息子として生まれたと伝えられている。兄ヴォロガセス1世によってアトロパテネ王国の王に封じられていたが、同王の治世後半から激化したアラン人の侵入を食い止めることができず、71年、王位を失った。78年にヴォロガセス1世が死去すると、パルティア王位継承を巡ってヴォロガセス1世の息子、ヴォロガセス2世と争った。
西部領土を拠点に戦いを進め、80年にはヴォロガセス2世を追放したが、同年中にアルタバヌス3世がパルティア王を名乗ってパコルス2世に敵対した。アルタバヌス3世は10年間に渡ってパルティア西部で影響力を保ち、造幣所を抑えてパルティアのコイン発行権を抑えることもあったが、90年頃のパルゴス2世の侵攻によってアルタバヌス3世は権力の座から追われ、パルティアはパルゴス2世のもとで再統一された。
97年頃、ローマ帝国に目指して派遣された漢王朝の使節である甘英を接見したパルティア王もこのパルゴス2世と思われている。
105年頃、死の直前には東部領土でヴォロガセス3世がパルティア王を名乗ってコインを発行するようになっていた。パコルス2世が死去した後、西部領土における彼の地位は兄弟のオスロエス1世に引き継がれた。